# Koh Suk-Chang
Koh Suk-Chang, južnokorejski rokometaš, * 14. junij 1963.
Leta 1984 je na poletnih olimpijskih igrah v Los Angelesu v sestavi južnokorejske rokometne reprezentance osvojil 11. mesto, medtem ko je leta 1988 osvojil srebrno olimpijsko medaljo.